# Comuna Kropîvnea, Korostîșiv
Kropîvnea (în ucraineană Кропивнянська сільська рада) este o comună în raionul Korostîșiv, regiunea Jîtomîr, Ucraina, formată din satele Holubivka, Ielîzavetivka, Kropîvnea (reședința) și Vîdumka.

## Demografie
Componența lingvistică a comunei Kropîvnea
     Ucraineană (92,64%)
     Rusă (4,58%)
     Alte limbi (0,42%)
Conform recensământului din 2001, majoritatea populației comunei Kropîvnea era vorbitoare de ucraineană (92,64%), existând în minoritate și vorbitori de rusă (4,58%) și polonă (2,36%).